# Berneuil-en-Bray
Berneuil-en-Bray è un comune francese di 822 abitanti situato nel dipartimento dell'Oise della regione dell'Alta Francia.

## Società

### Evoluzione demografica
Abitanti censiti